# Classe Dolphin
La classe Dolphin (in ebraico: דולפין) è una classe di sottomarini dotata di propulsione diesel elettrica costruita dai cantieri navali Howaldtswerke-HDW a Kiel sviluppata in collaborazione con i cantieri navali Nordseewerke di Emden per il Corpo navale israeliano.
I sottomarini della prima serie della classe Dolphin derivano dalla variante da esportazione della classe U-209, ma con dimensioni sensibilmente maggiorate e varie modifiche e miglioramenti, ed hanno una propulsione diesel-elettrica tradizionale.

I sottomarini della seconda serie della classe Dolphin sono simili alla variante da esportazione dalla classe U-214, nuovamente con varie modifiche e miglioramenti, ed hanno una propulsione AIP.

## Storia
Già negli anni cinquanta il governo federale tedesco aveva approvato la fornitura di tecnologia militare allo stato di Israele, nonostante la fornitura di armi fosse sconsigliata a paesi non membri della NATO che si trovassero in situazioni di conflitto. Causa di questa eccezione fu la responsabilità della Germania nazista nell'olocausto. Tuttavia difficoltà di natura economica e politica fecero accumulare notevoli ritardi alle forniture di sottomarini per il corpo navale israeliano e le prime unità della classe Gal poterono essere fornite solo nel corso degli anni settanta.
Quando allo scoppiare della guerra del Golfo anche alcune città israeliane vennero bombardate da missili SCUD iracheni e divenne di dominio pubblico la notizia che questi missili furono modificati anche grazie all'assistenza tecnica fornita da ditte tedesche, il governo federale tedesco si trovò in una situazione di profondo imbarazzo. A ciò si aggiunse che nel corso degli anni novanta la Russia aveva fornito all'Iran tre unità della classe Kilo. Per bilanciare le forze presenti nello scacchiere del Medio Oriente e per rinvigorire le buone relazioni tra Israele e Germania, il governo federale approvò la fornitura di tre unità di sottomarini di una nuova classe, che avrebbero sostituito i battelli della classe Gal. Queste unità furono sviluppate e costruite in Germania e consegnate al governo israeliano a partire dal 1999.

## Finanziamento
Le prime due unità furono donate dal governo federale tedesco mentre la terza unità fu pagata per metà dallo stato di Israele e per metà dal governo federale tedesco. Complessivamente le unità costarono circa 225 milioni di euro. Nel 2005 fu approvata la vendita di ulteriori due unità modificate dotate di pila a combustibile. Queste due unità ordinate nel 2005 costeranno l'una circa mezzo miliardo di euro, dei quali circa 333 milioni verranno finanziati dal governo federale tedesco.

## Possibile armamento nucleare

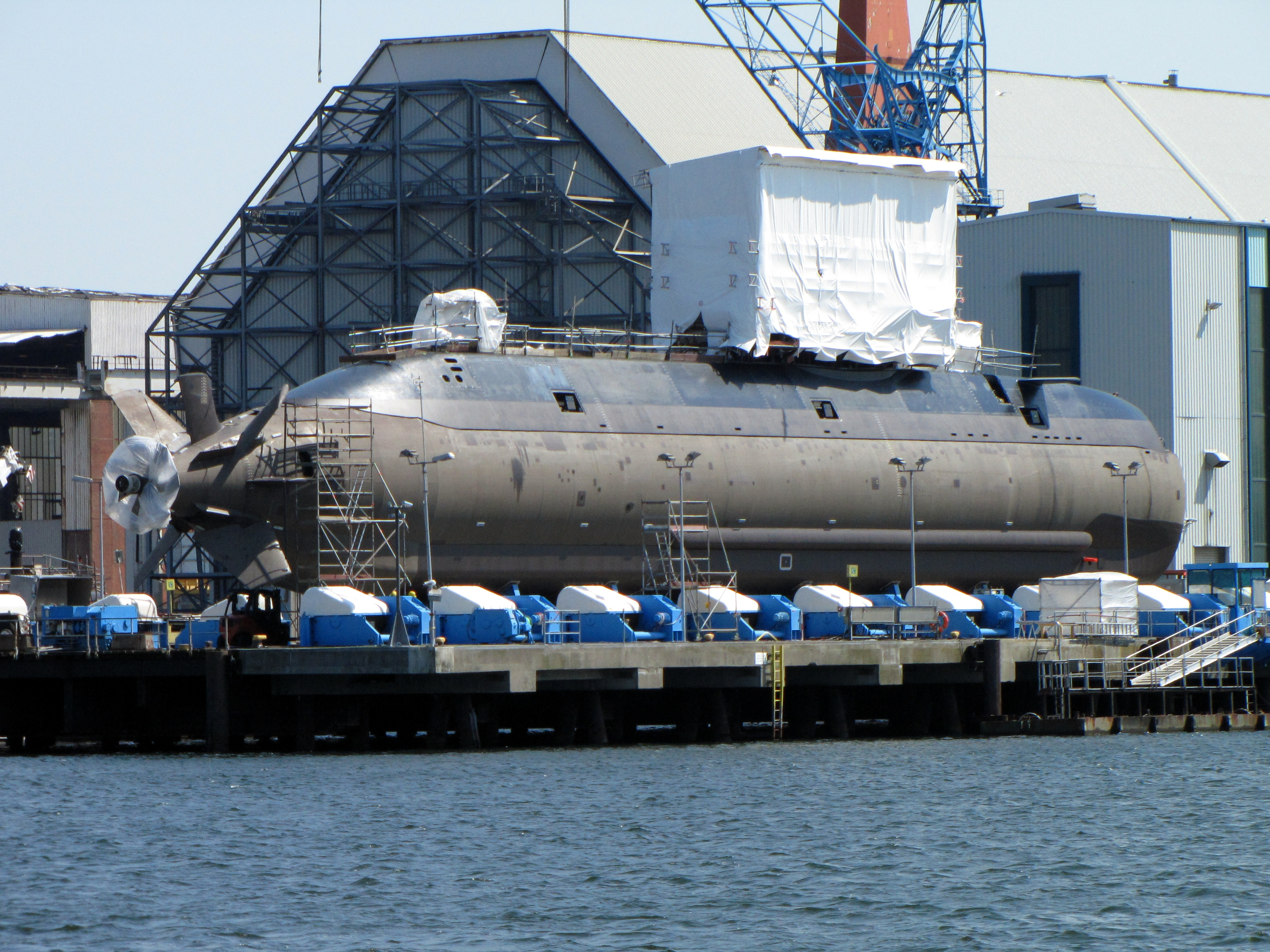
Il Tanin a Kiel, Germania, luglio 2012

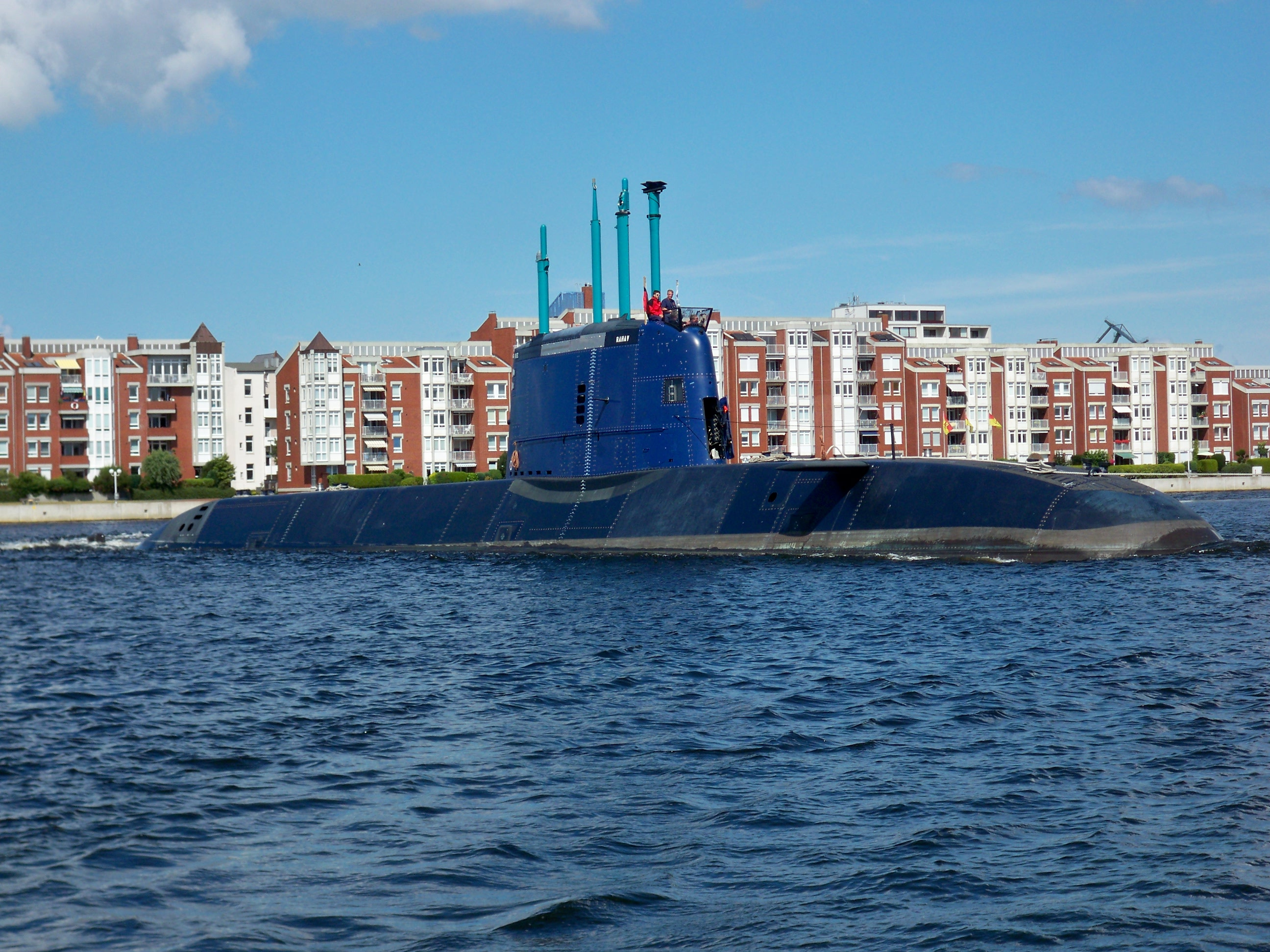
Il Rahav a Wilhelmshaven, Germania, luglio 2014

E' stata ventilata l'ipotesi che i sommergibili israeliani classe Dolphin possano lanciare dai quattro tubi lanciasiluri da 26 pollici (650 mm) anche missili da crociera a lungo raggio con testata nucleare derivati dai missili aria-superficie a testata convenzionale Popeye Turbo, a loro volta una versione degli AGM-142 Have Nap "Popeye" statunitensi in dotazione alla aeronautica militare israeliana. Questi missili da crociera sarebbero in grado di trasportare una testata nucleare ad una distanza stimata in circa 1500 chilometri  rispetto ai circa 300 chilometri dei normali Popeye Turbo, permettendogli di colpire obiettivi in una ampia parte del Medio Oriente, compreso l'Iran, assumendo quindi una valenza di deterrente strategico. Poiché Israele non conferma né smentisce di disporre di armi nucleari e non aderisce al trattato di non proliferazione nucleare, operando quindi al di fuori di ogni ispezione internazionale, l'esistenza o meno di questa capacità nucleare dei sottomarini classe Dolphin non può essere confermata.

## Unità
Prima serie
- דולפין - Dolphin (Delfino) - ordinato nel 1992, in servizio dal 29 maggio 1999
- לוויתן - Leviathan (Balena) - ordinato nel 1993, in servizio dal 29 giugno 1999
- תקומה - Tekumah (Rinascita) - ordinato nel 1994, in servizio dal 25 luglio 2000

Seconda serie
- תנין - Tanin (Coccodrillo) - ordinato nel 2007, in servizio dal 30 giugno 2014
- רהב - Rahav (Arroganza) - ordinato nel 2008, in servizio dal 13 gennaio 2016
- nome non ancora assegnato - ordinato nel 2012, ingresso in servizio previsto per il 2020

"Tanin" e "Rahav" sono nomi tratti dal Libro di Isaia, 51:9. Al di la del significato letterale, il primo indica genericamente un mostro marino, il secondo è usato come appellativo dispregiativo dell'Egitto.
"Svegliati, svegliati, rivestiti di forza, o braccio del Signore. Svegliati come nei giorni antichi, come tra le generazioni passate. Non hai tu forse fatto a pezzi Rahab, non hai trafitto il Coccodrillo?".